# Saissac
Saissac is een gemeente in het Franse departement Aude (regio Occitanie). De plaats maakt deel uit van het arrondissement Carcassonne. Saissac telde op 1 januari 2022 909 inwoners.

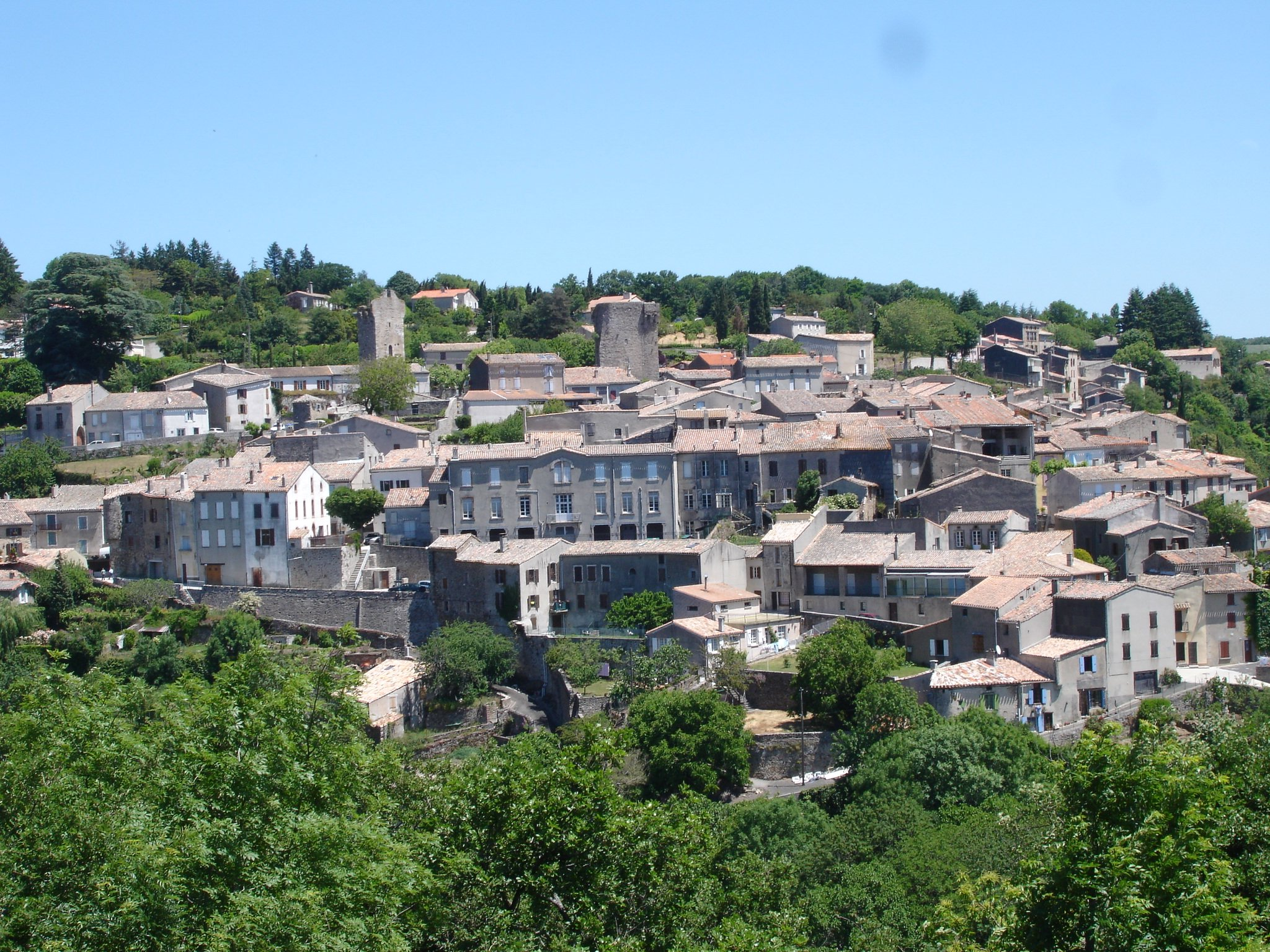
Saissac
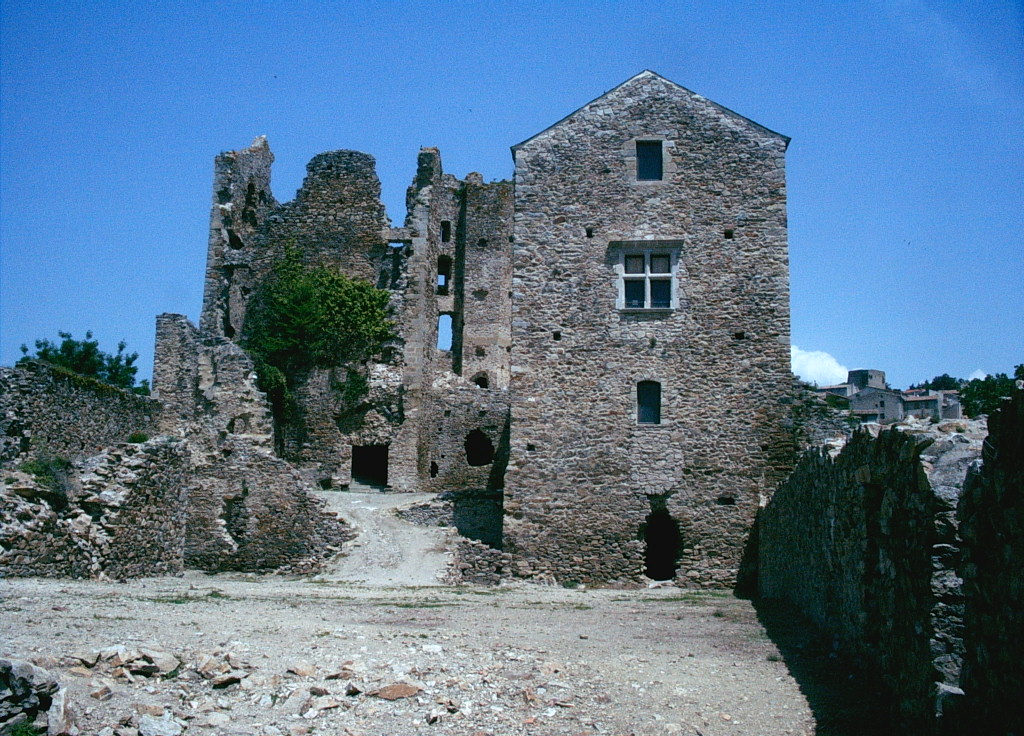
Ruïnes van Château de Saissac
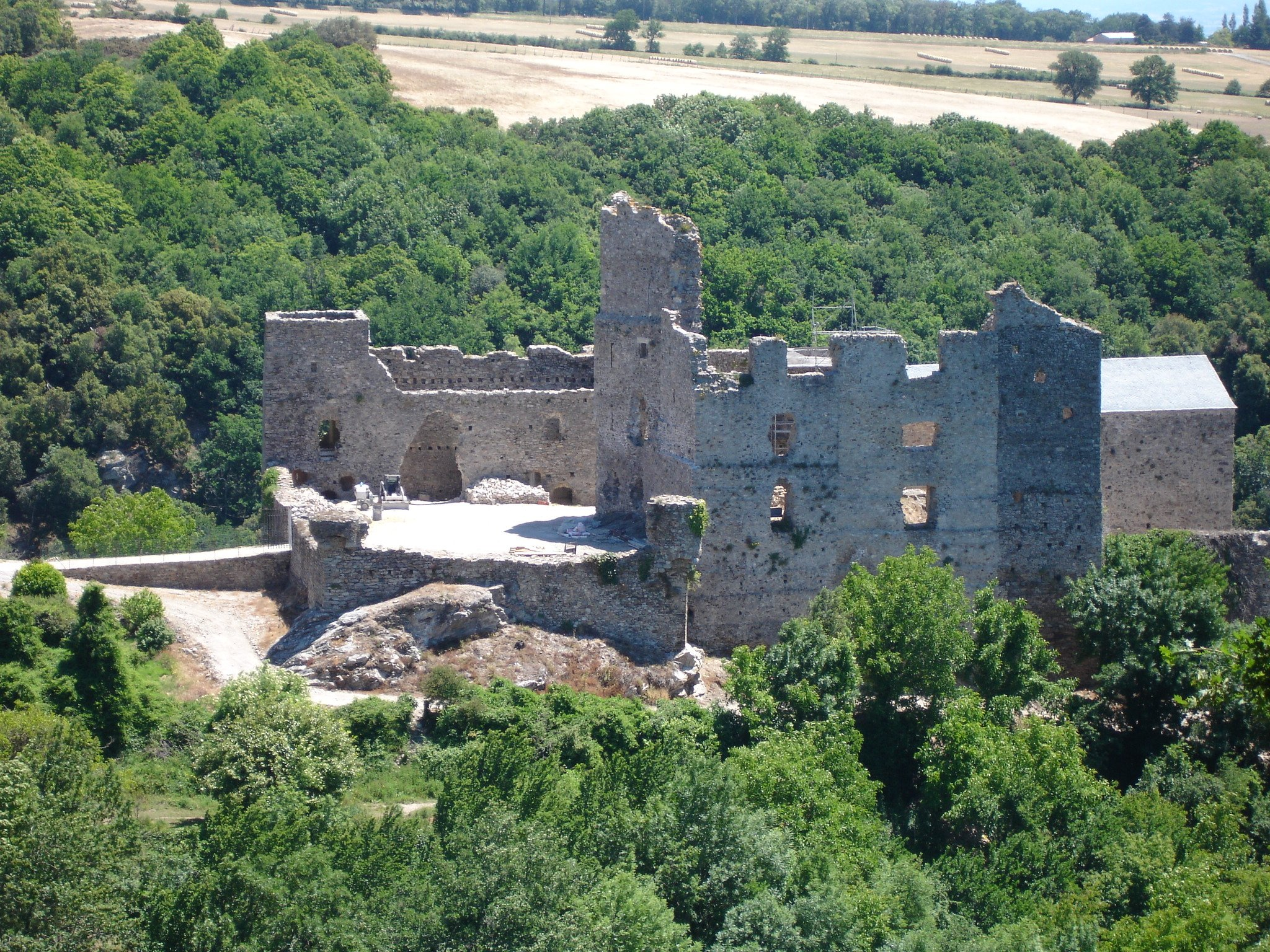
Ruïnes van Château de Saissac
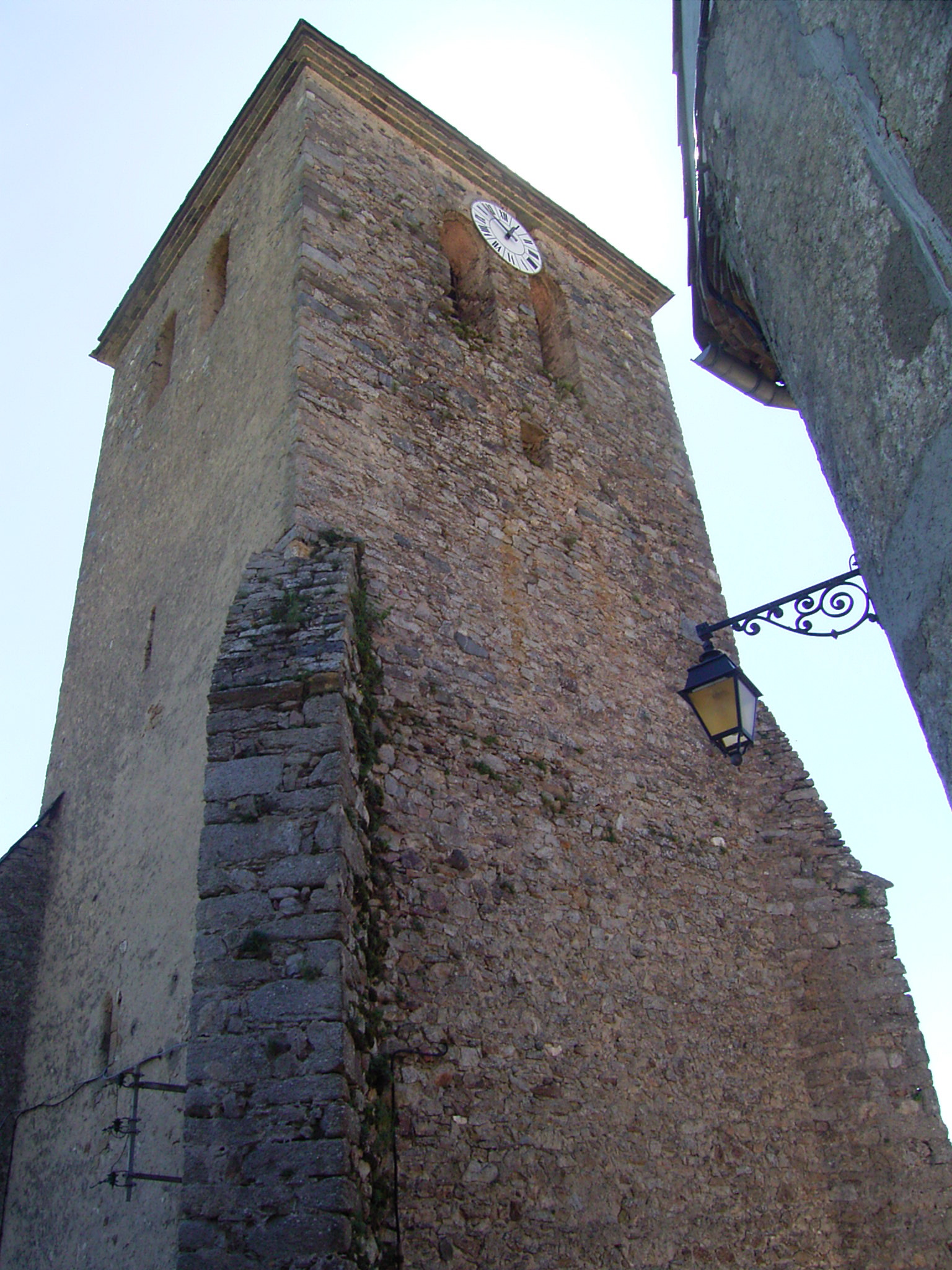
Tour Laymone

## Geografie
De oppervlakte van Saissac bedroeg op 1 januari 2022 57,03 vierkante kilometer; de bevolkingsdichtheid was toen 15,9 inwoners per km².
De onderstaande kaart toont de ligging van Saissac met de belangrijkste infrastructuur en aangrenzende gemeenten.

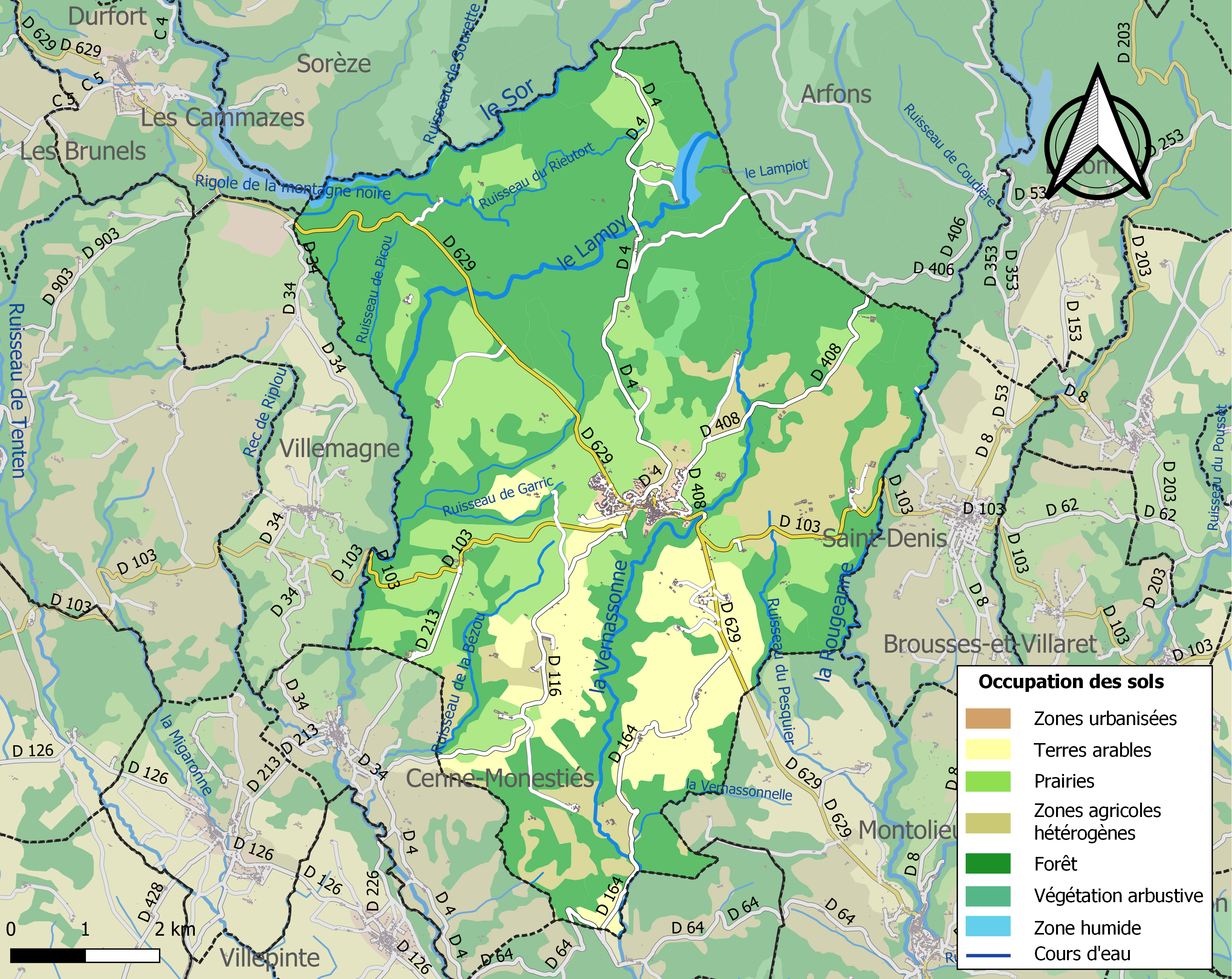

## Demografie
Onderstaande figuur toont het verloop van het inwonertal (bron: INSEE-tellingen).

Vanwege een beveiligingsprobleem met de MediaWiki Graph-software is het momenteel niet mogelijk deze grafiek weer te geven. Zodra de software is bijgewerkt zal de grafiek vanzelf weer zichtbaar worden.